# Фалангизм

Ярмо и стрелы — эмблема Испанской фаланги.

Фалангизм (исп. Falangismo) — политическая идеология испанской консервативной националистической партии, которая была известна как Фаланга (исп. Falange). Фалангизм часто связывают с фашизмом, поскольку некоторые историки считают Фалангу фашистским движением, указывая на её фашистские взгляды в первые годы, в то время как другие сосредотачиваются на её трансформации в авторитарное консервативное политическое движение во франкистской Испании.

## История
Первоначальная партия фалангистов, Испанская фаланга (исп. Falange Española), была создана в 1933 году на базе Испанского синдикалистского движения Хосе Антонио Примо де Ривера, сыном испанского диктатора Мигеля Примо де Ривера. Уже в следующем 1934 году она объединилась с фашистской партией Союзы национал-синдикалистского наступления, образовав Испанскую фалангу союзов национал-синдикалистского наступления (исп. Falange Española de las JONS), которая, в свою очередь, в 1937 году после Декрета об объединении, изданном каудильо Франсиско Франко, объединилась с карлистской партией Традиционалистское сообщество (исп. Comunión Tradicionalista), положив начало Испанской Традиционалистской Фаланге союзов национал-синдикалистского наступления (исп. FET y de las JONS). По замыслу Франко новая Фаланга должна была объединить все политические силы, составлявшие националистический лагерь во время гражданской войны и стать правящей и единственной политической партией франкистской Испании. Против слияния выступили некоторые из первых фалангистов, такие как Мануэль Эдилья.

## Идеи
Фалангизм уделяет большое внимание национальной католической идентичности Испании. Однако при этом фалангисты придерживаются некоторых светских взглядов на прямое влияние католической церкви на испанское общество, поскольку один из принципов фалангистской идеологии гласит, что государство должно иметь высшую власть над нацией. Фалангизм подчёркивает необходимость тотальной власти, иерархии и порядка в обществе. Как и фашизм, фалангизм является антикоммунистическим, антидемократическим и антилиберальным.
Первоначальный манифест фалангистов, «Programa de Veintiséis Puntos de la Falange» (в переводе с исп. — «Программа двадцати семи пунктов Фаланги»), провозглашал, что фалангизм поддерживает единство Испании и ликвидацию регионального сепаратизма, установление диктатуры во главе с Фалангой, используя политическое насилие как средство возрождения Испании, а также содействие возрождению и развитию Испанской империи — всё это было общим с фашизмом. Манифест также призывал к национально-синдикалистской экономике и защищал аграрные реформы, индустриализацию и частную собственность, за исключением национализации кредитных учреждений для предотвращения ростовщичества.
Испанская Фаланга и родственные организации в испаноязычных государствах по всему миру продвигали форму паниспанизма, известную как «испанидад», которая выступала за культурный и экономический союз испаноязычных обществ по всему миру.
Фалангисты атаковали как левых, так и правых как своих «врагов», заявляя, что они не левые и не правые, а занимают синкретическую третью позицию. Некоторые также заявляют, что они больше склоняются к авторитарному консерватизму. Научные источники, рассматривающие фалангизм, помещают его в крайне правую часть политического спектра.
Будучи ярыми антикоммунистами, Испанская Фаланга поддержала нацистскую Германию в её борьбе против Советского Союза, в результате чего Испания присоединилась к Антикоминтерновскому пакту и отправила на Восточный фронт добровольцев воевать против СССР.

### Национализм и расизм
С самого начала Фаланга выступала за включение Португалии и Гибралтара в состав Испании, в частности, выпускала карты Испании, на которых Португалия фигурировала в качестве её провинции. Их союзники карлисты также заявляли, что карлистская Испания вернёт себе Гибралтар и Португалию. Новая Фаланга, возникшая в результате их объединения в 1937 году, продолжала это делать. Уже после гражданской войны некоторые радикальные члены Фаланги призывали к воссоединению с Португалией и аннексии бывших испанских территорий во французских Пиренеях. Во время Второй мировой войны Франко в коммюнике с Германией от 26 мая 1942 года заявил, что Португалия должна стать частью Испании.
Некоторые испанские фалангисты поддерживали расизм и расистскую политику, считая, что расы имеют сильные и слабые стороны, как и сопутствующие им культуры, неразрывно связанные с расами. Однако, в отличие от других расистов, таких как немецкие нацисты, фалангизм не заботился о расовой чистоте и не осуждал другие расы за их неполноценность, заявляя, что «каждая раса имеет особое культурное значение» и утверждая, что смешение испанской и других рас породило «испанскую супер касту», которая «этически улучшена, морально устойчива, духовно энергична». Фалангистов меньше беспокоило биологическое испанское расовое возрождение, чем отстаивание необходимости духовного возрождения испанских католиков. Некоторые фалангисты также продвигали евгенику, призванную устранить физический и психологический ущерб, причинённый патогенными агентами. Фалангизм поддерживал и до сих пор поддерживает политику стимулирования повышения рождаемости среди идеально физически и морально здоровых граждан. Секция Фаланги в Испанской Гвинее позволила «эмансипадос», африканцам перенявшим обычаи, ценности и модели поведения белого общества европейского происхождения, а также католическую религию, вступить в свои ряды. В 1938 году в Санта-Исабель (Фернандо-По, ныне Малабо, Экваториальная Гвинея) действовали четыре европейских отрядов фалангистов и два африканских. В 1959 году Женская секция Фаланги распространила своё обучение на гвинейских женщин, чтобы подготовить их к независимости.

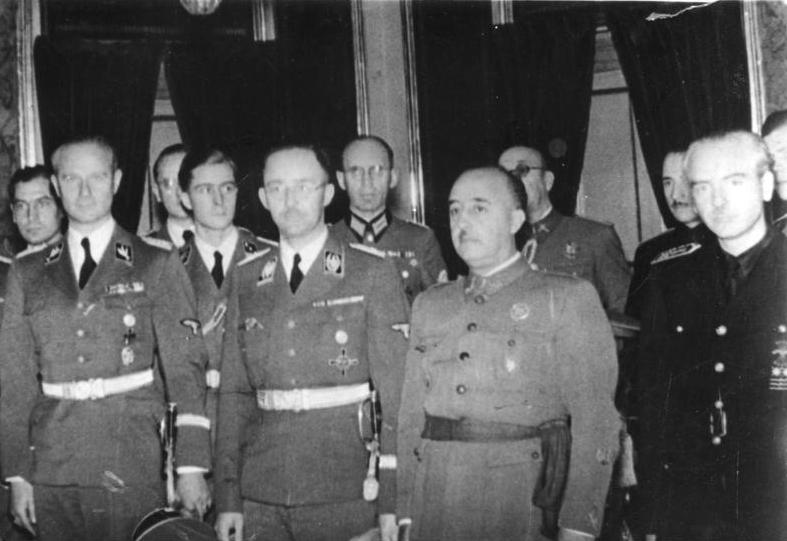
Франсиско Франко и Рамон Серрано Суньер с Генрихом Гиммлером и другими видными нацистами, такими как Карл Вольф (1940 год).

Франко высоко оценил вестготское наследие Испании, заявив, что германское племя вестготов передало испанцам «национальную любовь к закону и порядку». В первые годы режима Франко фалангисты восхищались нацистской Германией и стремились продемонстрировать, что испанцы часть арийской расы, в том числе, благодаря вестготскому наследию.
Основатель Испанской фаланги Хосе Антонио Примо де Ривера мало интересовался решением «еврейской проблемы» за пределами политических вопросов. На позицию Фаланги повлиял, в том числе, факт малочисленности еврейской общины в Испании в то время, что не способствовало развитию сильного антисемитизма. Примо де Ривера видел решение «еврейской проблемы» в Испании простым: обращение евреев в католицизм. Однако по вопросу предполагаемых политических тенденций среди евреев он предупреждал о еврейско-марксистском влиянии на рабочий класс. Ежедневная фалангистская газета «Арриба» утверждала, что «Иудео-Масонский Интернационал является создателем двух великих зол, поразивших человечество: капитализма и марксизма». В 1935 году Примо де Ривера одобрил нападения фалангистов на принадлежавшие евреям универмаги SEPU.
Испанская Фаланга и ее филиалы в испаноязычных странах выступали за культурное, экономическое и расовое единство испаноязычных народов во всём мире, стремились объединить испаноязычные народы, создав содружество или федерацию испаноязычных государств во главе с Испанией.

## Экономика

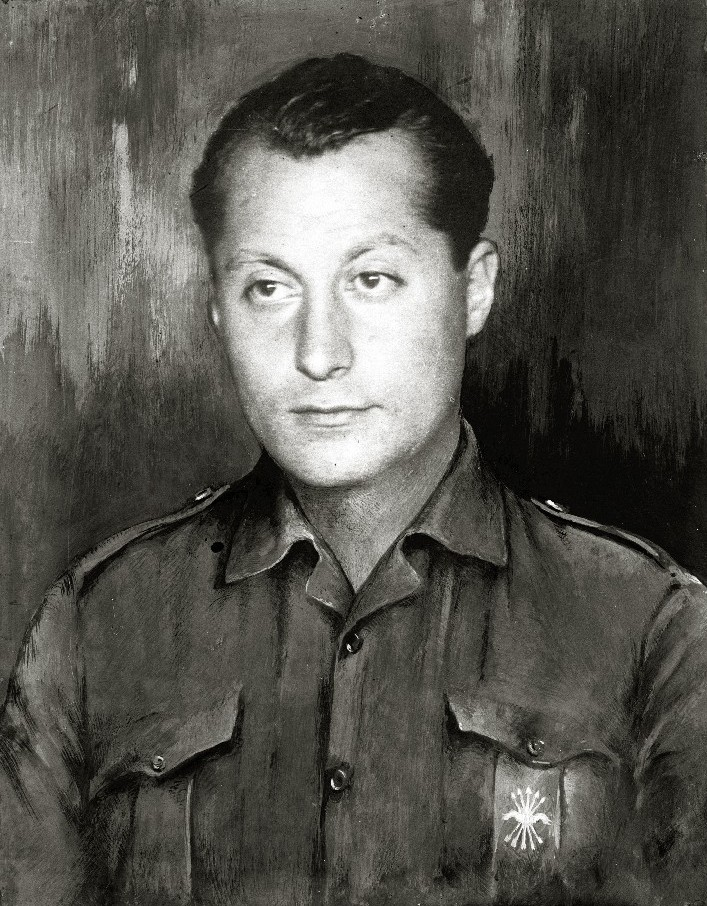
Основатель Фаланги Хосе Антонио Примо де Ривера выступал за национал-синдикализм как альтернативу капитализму и коммунизму.

Фалангизм выступает за классовое сотрудничество, поддерживая национальное, межклассовое общество (то есть состоящее из представителей различных классов и слоев), против индивидуально-классовых обществ, таких как буржуазные или пролетарские. Хосе Антонио Примо де Ривера заявил, что «государство основано на двух принципах — служении единой нации и сотрудничестве классов».
Первоначально испанский фалангизм, пропагандируемый Примо де Риверой, выступал за «национал-синдикалистскую» экономику, отвергающую как капитализм, так и коммунизм. Примо де Ривера осуждал и капитализм как индивидуалистическую экономику в руках буржуазии, которая превратила рабочих «в дегуманизированный винтик в машине буржуазного производства», и государственную социалистическую экономику за «порабощение личности путём передачи контроля над производством государству».
Первоначальный манифест Фаланги, «Двадцать семь пунктов», призывал к социальной революции с целью создания национал-синдикалистской экономики, которая создаёт национальные синдикаты как работников, так и работодателей для взаимной организации и контроля экономической деятельности. Фалангисты также выступали за аграрную реформу, индустриализацию и уважение к частной собственности, за исключением национализации кредитных учреждений для предотвращения капиталистического ростовщичества. В своём Манифесте они также поддержали криминализацию забастовок работников и локаутов работодателей как незаконные действия, одновременно выступив за право государства устанавливать размеры заработной платы.
Новая Фаланга провозглашала поддержку «экономического среднего пути, равноудалённого от либерального капитализма и марксистского материализма». Частная инициатива и собственность были признаны наиболее эффективными средствами производства, но владельцы и менеджеры должны были нести социальную ответственность и служить общему благу. В то же время было ясно, что экономика будет продолжать опираться на частную собственность, защита которой была гарантирована, а государству предполагалось проявлять экономические инициативы только в тех случаях, когда частное предпринимательство терпит неудачу или «этого требуют интересы нации». В октябре 1937 года новый глава Фаланги Раймундо Фернандес-Куэста заявил, что национал-синдикализм полностью совместим с капитализмом, вызвав одобрение со стороны нефалангистских правых.
Фаланга франкистской эпохи поддерживала развитие кооперативного движения, таких как Мондрагонская кооперативная корпорация, потому что это подкрепляло утверждение франкистов об отсутствии классовой борьбы в Испании во время правления Франко.

## Гендерные роли

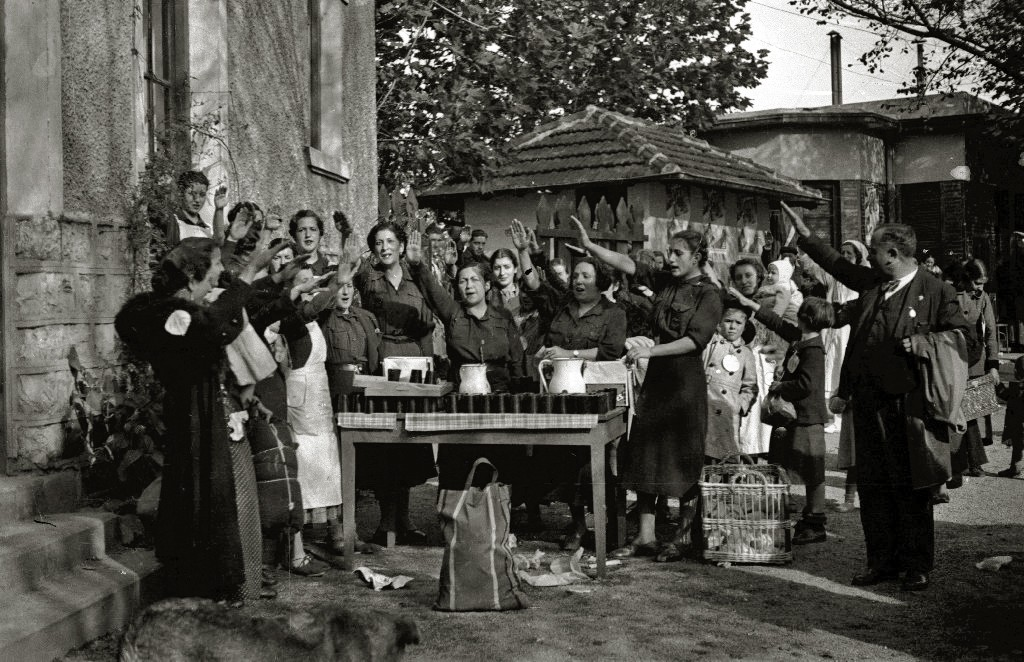
Волонтёры Женской секции салютуют перед доставкой еды нуждающимся (1937 год).

Испанская Фаланга придерживалась консервативных взглядов на роль и место женщин в обществе и поддерживала жёсткие гендерные роли, которые предусматривали, что главными жизненными обязанностями женщин должны быть роли любящих матерей и покорных жён, в отличие от Второй Испанской республики, которая предоставила женщинам больше прав и свобод, в частности, избирательное право. Фалангистская «Женская секция» (исп. Sección Femenina) приучала женщин быть хорошими жёнами и матерями, обучая их домашнему хозяйству и культивируя народные танцы Испании в своих труппах «Хоры и танцы» (исп. Coros y Danzas). В тоже время, лидеры Женской секции, такие женщины, как Пилар Примо де Ривера, сестра основателя Фаланги, которая никогда не была замужем, добились видного положения в обществе.

## Фалангисты—интеллектуалы
- Хосе Антонио Примо де Ривера
- Сигфредо Хиллерс де Луке
- Альваро Кункейро Мора
- Рамиро Ледесма Рамос
- Леопольдо Лугонес
- Эухенио Д’Орс
- Леопольдо Панеро
- Дионисио Ридруэхо
- Луис Росалес
- Рафаэль Санчес Масас
- Гонсало Торренте Бальестер
- Антонио Товар
- Башир Пьер Жмайель
- Пьер Жмайель
- Сами Жмайель

## Фалангистские партии

### Европа

#### Испания
- Испанская фаланга (1933—1934)
- Испанская фаланга СНСН (1934—1937)
- Испанская фаланга (1977)
- Национальный фронт свободного альянса (1968—1978)
- Новая сила

#### Польша
- Национально-радикальный лагерь фаланга

### Азия
- Ливанская фалангистская партия «Катаиб»
- Филиппинская фаланга

### Латинская Америка
- Боливийская социалистическая фаланга
- Национальный фашистский союз